# Screaming Lord Sutch
David Edward Sutch často také "Screaming Lord Sutch, 3rd Earl of Harrow", nebo zkráceně "Screaming Lord Sutch" (10. listopadu 1940, Hampstead, Londýn, Anglie – 16. června 1999, South Harrow, Greater London, Anglie) byl britský hudebník a politik. Byl zakladatel politické strany Official Monster Raving Loony Party, sloužil jako její vůdce od roku 1983 až do své smrti v roce 1999, za tu dobu stál v řadě parlamentních voleb.
Trpěl depresemi a 16. června 1999 ukončil život oběšením v domě své matky. Při vyšetřování jeho snoubenka Yvonne Elwood řekla, že trpěl „maniodepresí“.

## Diskografie
- Lord Sutch and Heavy Friends (1970)
- Hands of Jack the Ripper (1972)
- Alive and Well (Live, 1980)
- Jack the Ripper (Kompilace, 19??)
- Rock & Horror (Kompilace, 1982) Ace Records CDCHM 65
- Story/Screaming Lord Sutch & The Savages (Kompilace, 1991)
- Live Manifesto (Live, 1992)
- Murder in the Graveyard (Live, 1992)
- Raving Loony Party Favourites (Kompilace, 1996)
- Monster Rock (Kompilace, 2000)
- Midnight Man (EP, 2000)
- Munster Rock (Kompilace, 2001)
- The London Rock & Roll Show DVD ASIN: B00007LZ56